# Ik (rzeka)
Ik (ros. Ик; także Bolszoj Ik, Большой Ик) – rzeka w europejskiej części Rosji, na terenie Baszkortostanu i Tatarstanu.
Źródło rzeki znajduje się na Wyżynie Bugulmijsko-Belebejskiej. Rzeka płynie w kierunku północnym i uchodzi do Zbiornika Dolnokamskiego, na rzece Kama. Jej długość wynosi 571 km, a powierzchnia dorzecza – 18 000 km². Rzeka jest żeglowna na odcinku 100 km od ujścia. Zamarza od listopada do kwietnia. 
Głównymi dopływami są Dymka, Miella, Mienziela (lewostronne) i Usień (prawostronny).
Nad rzeką położone jest miasto Oktiabrskij.
W dorzeczu znajdują się złoża ropy naftowej.